# Хуландойахк
Хуландойахк - річка в Росії, протікає в Шаройському районі Чеченської Республіки, права притока річки Шароаргун.

## Географія
Річка Хуландойахк бере початок на північно-західному схилі Снігового хребта між вершинами Диклосмта (4285 м) та Доносмта (4174 м)  . Тече на захід, після злиття з річкою Харгабахк повертає на північ. Гирло річки розташоване в 65 км на правому березі річки Шароаргун. Довжина річки складає 15 км, площа водозбірного басейну - 107 км  .
Система водного об'єкта: Шароаргун → Аргун → Сунжа → Терек → Каспійське море .
На правому березі річки розташовані руїни Хуландою.